# تثلیث
تَثلیث یا سه‌گانگی یکتا (به انگلیسی: Trinity یا Triunity) یکی از اعتقادات بنیادینِ بخش اعظمی از مسیحیت است که بر اساس آن خدای یگانه، همزمان و در آنِ واحد، در سه نمود/تجلی/حقیقت/شخص «پدر، پسر (عیسی مسیح = کلمۀ خدا = کلمه)، روح‌القدس» بر انسان شناخته می‌شود. این سه نمود/حقیقت/شخص خدا، ذات یکسانی داشته ولی از هم متمایز می‌باشند.

## مفهوم «تثلیث خدای یگانه»
تَثلیث واژه‌ای عربی است که در علم ریاضی به معنای «سه بخش کردن؛ سه قسمت کردن» ولی در الهیات مسیحی تعریف متفاوتی نسبت به کاربرد ریاضی آن دارد، چرا که «تثلیث» در مسیحیت به معنای سه قسمت کردن و منفصل کردن خدا نیست. این واژه در ترجمۀ واژهٔ یونانی «تری‌آس» آمده‌است. واژۀ تثلیث معادل واژۀ انگلیسی Trinity و یا Triunity تشکیل شده از دو بخش tri + unity به معنای «سه + یگانگی» و یا به اصطلاح «سه‌گانگی یکتا» می‌باشد.

«سپر ایمان» مثلث تثلیث - نماد تثلیث در مسیحیت

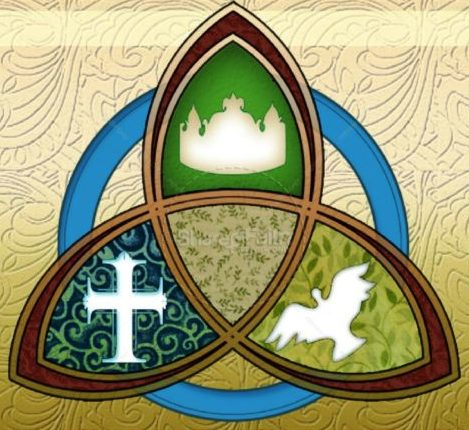
پدر، پسر، روح‌القدس

در اصول اعتقادات کاتولیک، تثلیث چنین تعریف شده‌است:
- «تثلیثْ واحد است. ما قائل به سه خدا نیستیم، بلکه به یک خدای واحد در سه شخص، یعنی «تثلیثِ هم‌ذات» [معتقد هستیم]. شخص‌های الهی در الوهیتِ یکتا شریک نیستند، بلکه هر یک از آنها، خدای کامل است: «پدر همانی است که پسر است، و پسر همانی است که پدر است، و پدر و پسر همانی هستند که روح‌القدس است، یعنی در طبیعت خود، یک خدای واحد.» هر یک از این سه شخص همین واقعیت است، یعنی ذات، جوهر، یا ماهیت الهی.»[۷]

نکتۀ بسیار مهم اینکه تعریف واژۀ "شخص" در «تثلیث خدای یگانه» متفاوت است از تعریف شخص برای شخص‌های انسانی. به این معنی که "شخص‌"های «خداوند یگانۀ تثلیث»، همان یک خدای واحد هستند، در حالی که در خصوص انسان، "شخص"های مختلف همان یک انسان واحد نیستند. شحص‌های انسانی فکر و اراده های متفاوت و مستقل از هم دارند، در حالی که شخص‌های خدای یگانۀ تثلیث (Triune God)، همان یک فکر و اراده را دارند. واژۀ "شخص" در تعلیم تثلیث مسیحیت بیشتر به مفهوم "نسبت" می‌باشد و متفاوت است از مفهوم "شخص" در کاربرد روزمرۀ امروزی.
مسیحیت در اعتقادنامۀ الهیاتی مسیحی، آموزۀ سه‌خداپرستی را کفر آمیز و افرادی که خدای یگانه را منکر و به سه خدا باور داشته باشند (سه خدا باوران)، خارج از دین مسیحیت و بدعت‌گذار می‌داند و در طول تاریخ آن‌ها را از کلیسا و جامعۀ مؤمن مسیحی اخراج کرده است. به همین سبب مسیحیت فرقۀ مورمون را یک بدعت و دین جعلی، بنیان‌گذار آن را یک بدعت‌گذار و آموزۀ این آئین را کفرآمیز می‌داند، هرچند که پیروان این فرقه اصرار دارند که مسیحی خوانده شوند.
لوئیس برکوف، الاهیدان مسیحی، در کتاب «خلاصهٔ اعتقادات مسیحی» تثلیث را اینچنین شرح می‌دهد:
- «... پدر و پسر و روح‌القدس… چنان ماهیتی دارند که می‌توانند با یکدیگر وارد رابطهٔ شخصی شوند… هر یک از اشخاص از تمامی و کل ذات یا گوهر الهی برخوردارند و اینکه این گوهر خارج از این سه شخص موجودیت ندارد.»

مهرداد فاتحی در کتاب «خدای مسیحیان:نگاهی به تثلیث» می‌نویسد:
- «... در خدا بُعدی متعال وجود دارد که «پدر» خوانده می‌شود. خدا بی‌نهایت برتر و بالاتر از همهٔ مخلوقات خویش است و هیچ چیز و هیچ‌کس را با او قیاس نتوان کرد. اما در همین خدا، چون محبت است، بُعدی دوم وجود دارد که بُعدی حلولی یا درون‌باشنده است و سبب می‌شود که او در شخص عیسای ناصری در تاریخ حلول کند و خود را از نزدیک به انسان بشناساند. خدا مخلوقیت را برخود می‌گیرد و این‌گونه در تجربهٔ بشری و رنج‌های او شریک می‌شود تا از درون، وضعیت او را شفا بخشد. این بُعد دوم «پسر» خوانده می‌شود. همچنین بُعد سومی در خدا وجود دارد، یعنی «روح‌القدس»، که باز بُعدی حلولی است، با این تفاوت که خدا این‌بار نه به‌طور عینی در یک شخصیت تاریخیِ خاص، بلکه در قلوب تک تک مؤمنان و در جامعهٔ مسیحی یعنی کلیسا ساکن می‌شود و با مؤمنان رفاقت و صمیمیت نزدیک برقرار می‌کند.»[۱۵]

## فلسفۀ تثلیث در مسیحیّت
در کتاب‌مقدس، چه در بخش عهدقدیم، چه در بخش عهدجدید، خداوند خدا، پروردگار و خالق یکتای واحد متعال، خود را به طُرُق مختلف بر انسان آشکار و قابل درک ساخته و می‌سازد. واژۀ "تثلیث" عیناً در کتاب‌مقدس ذکر نشده، اما تعالیم و آموزه‌های موجود در عهدجدید، آشکارا مفهوم "تثلیث" را بیان می‌کند. لذا مسیحیان به تثلیثِ خدایِ یکتا معتقدند، به عنوان توصیفی که پروردگار از خود در کتاب خود، کتاب‌مقدس، به انسان داده است. 
درک کامل خداوند برای فهم محدود انسان غیرممکن است و به همین ترتیب تثلیث خدای یگانه نیز طبیعتاً برای انسان هیچ‌گاه به صورت کامل قابل درک نخواهد بود، اما دشوار بودن یک تعلیم، لزوماً به معنای نادرستی آن نیست. «عدالت بی‌نهایت خداوند در حین بخشش بی‌نهایت خداوند»، «خلقت جهان، با وجود بی‌نیازی خداوند»، «وجود شر، با وجود نیکی مطلق خداوند» نیز تعالیم دیگری هستند که برای انسان به‌طور کامل قابل درک نخواهد بود، اما دینداران به آنان معتقدند. به همین ترتیب، طبق تعلیم مسیحیت، تثلیث خدای یگانه برای فهم بشر هیچ‌گاه به صورت کامل قابل درک نخواهد بود، امّا یک موضوع غیرمنطقی نیست. بنابر توضیحات داده شده، در ادامه، صرفاً کوشش شده یک توضیح مختصر و کلّی از مفهوم و چارچوب کلّی تثلیث پروردگار یکتا ارائه شود.
- تثلیثِ خدا در تضاد با یگانگی و یکتاییِ خدا نیست.

طبق تعلیم مسیحیت، خداوند یگانۀ تثلیث است: "پدر، پسر، روح‌القدس". شخص‌های/نمودهای/اقانیم/حقیقت‌های الهی (یعنی همان "پدر"، "پسر" و "روح‌القدس") از همدیگر "جدا" نیستند، بلکه "متفاوت" هستند. به این معنی که "چند خدا" و یا "خدایان" نیستند، بلکه "یک خدای واحد یگانۀ متعال". مسیحیان خدای یکتای تثلیث را می‌پرستند: یعنی «یهوه، خدای واحد متعال، پدر»، «یهوه، خدای واحد متعال، پسر»، «یهوه، خدای واحد متعال، روح‌القدس». مسیحیت آموزۀ سه‌خداپرستی و افرادی که خدای یگانه را منکر و به سه خدا باور داشته باشند (سه خدا باوران)، خارج از دین مسیحیت و بدعت‌گذار می‌داند و در طول تاریخ آن‌ها را از کلیسا و جامعۀ مؤمن مسیحی اخراج کرده است.
1. طبق کتاب‌مقدس (شامل هر دو بخش عهدقدیم و عهدجدید) خداوند، خدا، پروردگار مطلق یکتای هستی بخش، خدای واحد یگانۀ بدون شریک است و این مهم‌ترین فرمان خدا به انسان‌های ایمان‌دار مسیحی است[۱۷].
2. انسان موظف به پرستش پروردگار یکتاست و فقط و فقط او را باید بپرستد[۱۸][۱۹].
3. تثلیث به معنای وجود سه خدایی نیست. تثلیث همچنین به معنای شریک قرار دادن دیگری غیر از خدا در الوهیت نیست. تثلیث به معنای سه قسمت یا سه بخش بودن یا سه قطعه بودن و تفکیک‌پذیری خدا نیست.[۲۰][۳]
4. خداوند همزمان و در آنِ واحدی که "پدر آسمانی" است، همزمان روح پاک و یا "روح‌القدس" نیز هست که در وجود و فکر زنان و مردان با ایمانِ صادق و پاک ساکن است، و همزمان در وجود عیسی‌مسیح، به عنوان "پسر یگانۀ خداوند"، "کلمه"و یا همان "کلمۀ خدا" خود را متجلی ساخته است. به عبارت دیگر، پروردگار عالم همزمان و در عین حالی که در عیسی‌مسیح جسم محدود انسان پوشید[۲۱]، در همان حال و همزمان در تمام دنیا حاضر است و "پدر آسمانی" انسان‌هاست و در همان حال و همزمان، به عنوان روح پاک و یا روح‌القدس در فکر و جان انسان‌های باایمان و صادق سکونت دارد. این نکته حائز اهمیت ویژه است، چرا که نباید تصور کرد خداوند به ترتیب زمانی یک زمان "پدر"، بعداً "پسر" و بعداً "روح‌القدس" تغییر کرده (بدعت مُدالیزم)، چرا که خداوند بر اساس کتاب مقدس تغییر ناپذیر است[۲۲][۲۳][۲۴]. آموزۀ تثلیث بر عبارت همزمان بودن در تعریف تثلیث تاکید دارد. در مقابل، آموزه‌ای که عبارت همزمان بودن را انکار کند و معتقد به تبدیل شدن پدر به پسر و به روح‌القدس باشد، بدعت مُدالیزم می‌داند.
5. خداوند یگانه، خود را برای انسان و در فهم و دیدِ انسان، به سه طریق آشکار و مکشوف می‌سازد:

*** خداوند، خدا، یهوه، پدر: خالق و قائم بر جهان و تمامی مخلوقات و به عنوان پدر و یا پدر آسمانی انسان‌ها به معنای حامی انسان‌های مؤمن در مقابل شیطان، که در کلام انجیل پدر بی‌ایمانان و یا ریاکاران مذهبی‌نماست و همچنین بی‌ایمانان و یا مذهبی‌نماهای ریاکار فاسد فرزند پدر خود یعنی شیطان، هستند؛ لازم است ذکر شود که طبق تعالیم مسیحیت، خداوند بدون جنسیت است. این موضوعی است که مسیحیان از ابتدای مسیحیت بر آن واقف بوده‌اند، و باید دقت داشت که عنوان "پدر" یا "پدر آسمانی" برای خدا، نباید موجب این اشتباه شود، که خدا را دارای جنسیت دانست. این موضوع به وضوح در اعتقادنامۀ کاتولیک نیز تأکید شده که خداوند نه "مرد/مذکر" است و نه "زن/مؤنث"، که این موضوع تعلیم مسیحیت ارتودوکس و پروتستان نیز هست. عنوان "پدر" و یا "پدرآسمانی"، صرفاً "عنوان"ی است که خداوند آن را بنا بر حکمت خود، که لزوماً بر ما انسان‌ها دانسته نیست، برگزیده است.
*** خداوند، خدا، یهوه، پسر: از طریق عیسی به عنوان انسان، آن پیکر انسانی را مقدس و مسح کرده -و به همین دلیل وی عیسی‌مسیح خوانده می‌شود- و با عنوان خدای پسر خوانده می‌شود. جسم انسانی عیسی‌مسیح صرفاً یک انسان است با تمام نواقص جسم انسانی، اما حضور تجلی خداوند در وی، به عنوان بُعد دوم از آشکار ساختن خدا به انسان در نظر گرفته می‌شود. این بُعد شناختی از خداوند بسیار حائز اهمیت است، چرا که خداوند در این بُعد از خود -علی‌رغم قدرت نامحدود خود- جسم انسان بر خود گرفت و داوطلبانه خود را به دست انسان‌های مذهبی‌نمای ریاکار سپرد و بر صلیب کشیده شد، تا به انسان نشان داده شود، که انسان‌های ریاکار و مغروری که خود را مقدّس می‌پندارند، بر خلاف صحبت کردن از دین و ایمان، در حقیقت فرزندان شیطان بوده و مخالف خدا و فرزندان حقیقی خدا هستند. به عبارت دیگر، عیسی‌مسیح که "کلمۀ خدا" در جسم انسانی بود، توسط ریاکاری و گناه انسان بر بالای صلیب کشیده شد و انسان فکر کرد که "کلمۀ مقدس خدا" را نابود کرده، در حالی‌ که خداوند جسم انسانی عیسی‌مسیح را که "معبد خدا" و یا "خانۀ خدا" بود، سه روز بعد از کشته شدن، برخیزاند. باید توجه داشت، برصلیب کشیده شده و کشته شدن خداوند در جسم انسانی عیسی‌مسیح، به هیچ وجه به معنای نابودی خداوند نیست، زیرا خداوند روح است. کشته شدن داوطلبانۀ خدا، صرفاً تصویری است که از دید انسان درک می‌شود، به این معنی که "کلمۀ خدا" دیگر در معبد خدا و به بُعد انسانی عیسی‌مسیح، خود را متجلّی نمی‌سازد. اما این سؤال مطرح می‌شود که چرا خداوند عنوان "پسر" را برای خود برگزیده است؟ آیا یعنی خداوند مثل انسان‌ها و یا حیوانات که مخلوق او هستند، تولیدمثل می‌کند؟ خیر، به هیچ وجه. عنوان "پسر" را خداوند به این سبب برای خود برگزیده است، که از آنجا که انسان‌های مؤمن در کتاب‌مقدس با عنوان "دختران و پسران خدا" و یا "فرزندان خدا" خوانده می‌شوند، عیسی‌مسیح نماد "فرزند خدا" بودن است، زیرا از دید انجیل، تنها عیسی مسیح بود، که به دلیل خداوند بودن، در طبیعت انسانی و فیزیکی، مرتکب هیچ گناهی نشد. به همین سبب، عیسی‌مسیح، که مظهر تجلی خداوند بر انسان است، به عنوان "پسر" و یا "پسر خدا" و یا "فرزند خدا" و یا "فرزند یگانه و راستینِ پروردگار"به عنوان الگو برای تمام انسان‌هایی است که می‌خواهند "دختران و پسران خداوند یکتا" باشند. مجدداً نیاز به یادآوری است، که عیسی‌مسیح در قالب یک انسان، تمام ضعف‌ها و نواقص یک انسان را داشت، نیاز به غذا، آب، خواب و غیره و به عنوان یک انسان کامل، «خدا، پدر آسمانی» را در «روح‌القدس، روح خدا، که خود خداست» پرستش می‌کرد، چرا که هرچند خود «پسر، کلمه، که خود خداست» بود، اما خود را فروتن ساخته و به عنوان یک انسانِ کامل زیست. مسیحیان بدن فیزیکی و جسمانی عیسی‌مسیح را صرفاً یک انسان و یا "معبد خدا" می‌دانند که مقدس است، اما هرگز همچون بت‌پرستان و یا افسانه‌های یونانی، هرگز خدا را دارای دست و پای انسانی نمی‌دانند و پیکر جسمانی عیسی‌مسیح را پرستش نمی‌کنند، بلکه "پسر/کلمه/خدا" را در قالب تثلیث خدای یکتا، «پدر، پسر، روح‌القدس» می‌پرستند.
*** خداوند، خدا، یهوه، روح القدس: همان "روح پاک" است. خداوند به همان مقداری که یک انسان به معنای واقعی و با صداقت، خواهان و دوست‌دارِ خالق خود، خداوند متعال یکتا باشد، در فکر و ذهن و وجود آن شخص حضور خواهد داشت و به عبارت دیگر، آن پیکر و بدن آن شخص، معبد و یا خانۀ خداوند خواهد بود. اینچنین شخص مؤمنی، عیسی‌مسیح را که "معبد منتخب خدا" و "فرزند یگانۀ خدا" و الگوی تمام مؤمنان است، الگوی خود قرار می‌دهد، تا "دختر و یا پسر خدا" و به عبارتی "معبد خدا" باشد. شخص ایمان‌دار مسیحی، "روح‌القدس/روح پاک، که خود خداست" را در معبدِ بدن و تنِ خود، به دیدۀ منطق و قلب می‌بیند و در قالب تثلیث خدای یکتا، «پدر، پسر، روح‌القدس» می‌پرستد. به این طریق، این انسان، می‌داند که گناه کردن و آسیب زدن به خود، در واقع گناه و آسیب به "معبد خدا" می‌باشد که همانا بدن خود آن شخص است.
==> در نهایت این شناختی است که عیسی مسیح، که خود "کلمۀ خدا" و "تجلی خداوند" است، از پروردگار قادر مطلق یکتا، خالق جهان در انجیل می‌دهد: "پس بروید و جهانیان را شاگردان سازید، و آنان را به نام پدر و پسر و روح‌القدس تعمید دهید". نکتۀ قابل توجه در این آیۀ انجیل این است که، مسیح به تعمید به "نام (Name) (مفرد) پدر و پسر و روح القدس" فرمان می‌دهد، نه به "نام‌ های (Names)" (جمع) که اشاره‌ای بر یگانگی خداوند در عین تثلیث خداوند است.

### عیسی‌مسیح / پسر، کلمۀ خدا است؟ کلمۀ خدا، خود خداست؟
انجیل، عیسی‌مسیح را تجسّد و تجسّم "کلمه" / "کلمۀ خدا" می‌داند، و اینکه "کلمه [خود] خداست" که لباس انسان پوشید و در بین انسان‌ها ساکن گردید. در صورتی که انجیل هیچ انسانی را "کلمۀ خدا" نمی‌داند. باید توجه داشت که کتاب مقدس، شامل کتب عهدقدیم و عهدجدید، از جمله انجیل یوحنا، انسان‌های باایمان و درست‌کار را "فرزندان خدا" می‌خواند، اما انجیل یوحنا، عیسی‌مسیح را "پسر یگانۀ خدا" می‌داند و به این ترتیب بین عیسی‌مسیح و ایمان‌داران به خدا تمایز قائل می‌شود. هرچند که توضیح در خصوص الهیات مسیحی بسیار جامع‌تر از آن است که بتوان در یک بند به آن پرداخت، اما توضیح بسیار مختصر در خصوص مفهوم "کلمه" یا همان "کلمۀ خدا" را شاید بتوان چنین توصیف کرد:
الف) هیچ مجموعه‌ای بزرگ‌تر/جامع‌تر/کامل‌تر از خدا وجود ندارد ==> نمی‌توان مجموعه‌ای را تصور کرد، که اجماع خدا و جهان باشد، چرا که در غیر این صورت، آن مجموعه (خدا به علاوۀ جهان) بزرگ‌تر/جامع‌تر/کامل‌تر از خدا است ==> انجیل می‌آموزد جهان به کلّی در درون و محاط شده توسط "اراده" و یا همان "کلام (کلام خدا) = کلمه (کلمۀ خدا) = سخن (سخن خدا)" است.
ب) "کلام (کلام خدا) = کلمه (کلمۀ خدا) = سخن (سخن خدا)" که به مفهوم اراده (ارادۀ خدا) است، مخلوق خدا و به عبارت دیگر قابل انفصال/جدا کردن از خدا نیست، چرا که در این صورت همان‌طور که در بند (الف) ذکر شد، مجموعه‌ای وجود خواهد داشت، که تشکیل شده از خدا به علاوۀ کلمۀ خدا است و در نتیجه بزرگ‌تر/جامع‌تر/کامل‌تر از خدا است ==> "کلام خدا = کلمۀ خدا = سخن خدا" خودِ "خدا" است و خدا یکی / واحد / یکتا / یگانه است. نکتۀ قابل توجه این است که تثلیثِ خدای یکتا، بر خلاف تصور ابتدایی در ذهن، در تناقض با یگانگی خداوند نیست بلکه توضیحی از یکتایی خداوند است.
پ) آموزۀ انجیل و بخش‌های دیگر کتاب‌مقدس مبنی بر اینکه جهان درون و محاط شده توسط "کلام (کلام خدا) = کلمه (کلمۀ خدا) = سخن (سخن خدا)" است، دقیقاً همان تعلیمی است که خداوند در رسالۀ کولسیان به وضوح بیان کرده است "زیرا همه چیزها در او (کلمۀ خدا) آفریده شده". از سوی دیگر روح‌القدس به صورت کاملاً دقیقی و در همین رسالۀ کولسیان یادآور می‌شود که خدا با چشم انسانی دیده نمی‌شود و مسیح "تصویر خدای نادیدنی" است. به این معنی که مسیح تجلی حضور باری تعالی است ولی جسم و پیکر فیزیکی او، صرفاً یک جسم انسانی و در زمرۀ مخلوقانِ خدا=کلمۀ خدا=کلمه قرار دارد. این مجدداً دقیقاً آموزۀ خود عیسی مسیح بود که فرمود "خدا روح است".

## تثلیث در عهدقدیم

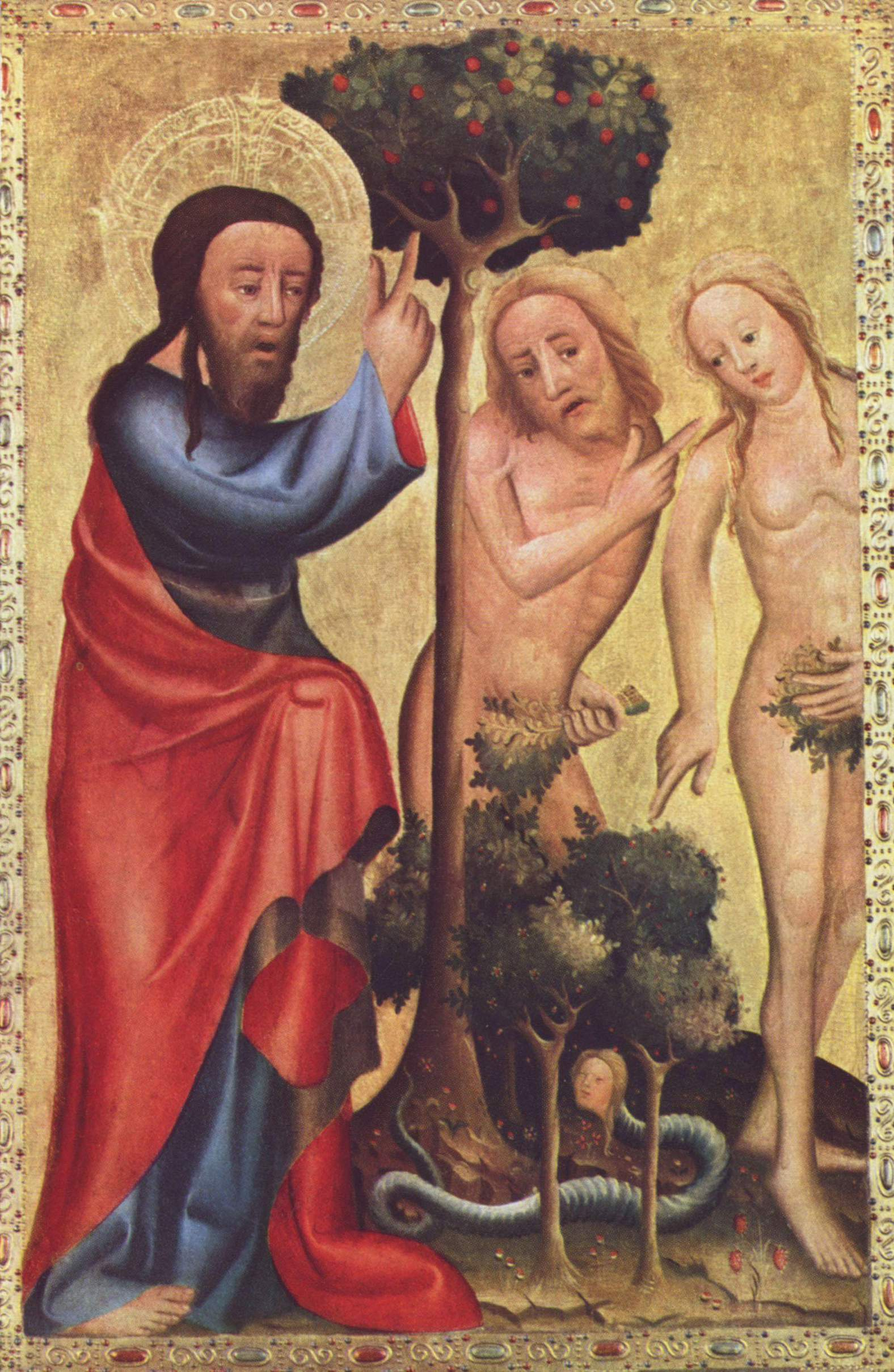
خدا در شکل عیسی در باغ عدن با آدم و حوا روبرو می‌شود.

الهیدانان مسیحی به صورت سنتی به آیاتی از عهد عتیق در جهت اثبات تکثر در خدا اشاره می‌کردند. به عنوان مثال آیه ۲۶ فصل ۱ از کتاب پیدایش «بیاییم انسان را در تصویر خودمان، و شبیه خودمان بسازیم» یا اشاره به روح خداوند در آیه ۲ فصل ۱ کتاب پیدایش جهت تأیید تثلیث و سازگاری آن با عهد عتیق ذکر می‌شده‌است. برخی از الهیدانان مسیحی خدای قوم اسرائیل را با تثلیث یکی گرفته، گروهی دیگر خدای قوم اسرائیل را با پدر یکی گرفته و گروه دیگری از الهیدانان خدای قوم بنی اسرائیل را با عیسی یکی گرفته‌اند. دیدگاه اول و دوم طرفداران بیشتری نسبت به دیدگاه سوم داشته‌است.
به گفته مورخ میرسیا الیاد مفسرین و مورخان امروزی از دیدگاه سنتی الهیدانان مسیحی فاصله گرفته و عموماً اعتقادی به وجود آموزه تثلیث در عهد عتیق ندارند؛ زیرا اگر چه عهد عتیق خدا را پدر قوم بنی اسرائیل خوانده و از شخصیت پردازی خدا به عنوان کلام، روح، خرد و حضور استفاده جسته، ولی فضای حاکم بر متون عهد عتیق و اهداف مورد نظر این متون اجازه مرتبط کردن آن‌ها با آموزه تثلیث (که بعدها تبیین شد) را نمی‌دهد.

## تثلیث در عهدجدید

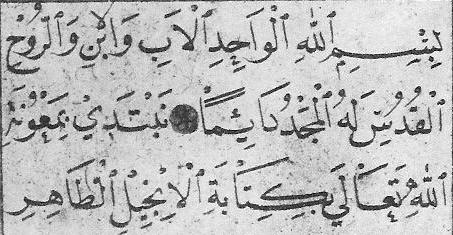
"به نام خدای یکتای پدر و پسر و روح القدس" دست‌نوشته انجیل دیاتسرون

طبق تعلیم مسیحیت، خداوند در عهدجدید (و همچنین عهدعتیق) خود را خدای احد / یکتا / یگانه در سه نمود/شخص/تجلی/بُعد/حقیقت معرفی کرده‌ است، که مسیحیان بعداً در قرن دوم میلادی عبارت تثلیث را برای این آموزۀ کتاب مقدس به کار بردند. خود واژۀ "تثلیث" در کتاب مقدس وجود ندارد، اما مفهوم این تعلیم در عهدجدید بیان شده‌ است. چنانچه ترتولیان پدر کلیسای شهیر قرن ۲–۳ میلادی می‌نویسد: «کتاب مقدس به بهترین شکل تثلیث را بیان می‌سازد»

### تثلیث در عهد جدید
در انجیل متی، که اولین کتاب عهدجدید می‌باشد، تعلیم تثلیث توسط عیسی این‌گونه به کار گرفته شده‌ است:
پس بروید و همهٔ قومها را شاگرد سازید و ایشان را به نام پدر، پسر و روح‌القدس تعمید دهید. ۱۹:۲۸
چنین استدلال شده‌است که اقانیم پدر، پسر و روح القدس در این فرمول به موازات یکدیگر مطرح گشته‌اند. همچنین نکتهٔ بسیار مهم که در این آموزۀ مسیح وجود دارد، واژۀ «نام» می‌باشد که نه به صورت جمع بلکه به صورت مفرد به کار برده شده که به یک ذات در عین وجود این سه نمود/اقنوم/شخص/حقیقت/بُعد خدای یکتا دلالت داشته دارد.
پولس رسول، یوحنای حواری و پطرس حواری نیز در کتاب مقدس و به الهام از خداوند، تثلیث او را تعلیم داده و از هر سه اقنوم خدا در جایگاهی هم سطح نام برده‌اند.

### الوهیت "پدر" در عهدجدید
غالباً معتقدند خصوصیات «پدر»، بُعد اول تثلیث در سخنان مسیح، به موازات خصوصیات و توصیفات «یهوه» در عهد عتیق می‌باشند، با این حال در هیچ فرازی از چهار انجیل کانن، پدر، توسط مسیح، مستقیماً «یهوه» نامیده نشده‌است. این در صورتی است که غالب مسیحیان، «پدر» را در کلمات مسیح به یهوه تعبیر می‌کنند. البته وی، بارها توسط انبیاء، مسیح و حواریون، خدا(Theos یا الوهیم) خوانده شده‌است.
عیسی پاسخ داد: «.. کار کنید، امّا نه برای خوراک فانی، بلکه برای خوراکی که تا حیات جاویدان باقی است، خوراکی که پسرانسان به شما خواهد داد؛ زیرا بر اوست که خدای پدر مُهر تأیید زده‌است.» یوحنا ۲۷:۶
در فراز یوحنا باب ۱۷ آیات ۱–۴ می‌خوانیم:
پس از این سخنان، عیسی به آسمان نگریست و گفت: پدر، ساعت رسیده‌است. پسرت را جلال ده تا پسرت نیز تو را جلال دهد؛ زیرا او را بر هر بشری قدرت داده‌ای تا به همهٔ آنان که به او عطا کرده‌ای، حیات جاویدان بخشد؛ و این است حیات جاویدان، که تو را، تنها خدای حقیقی، و عیسی مسیح را که فرستاده‌ای، بشناسند. من کاری را که به من سپردی، به‌کمال رساندم، و این‌گونه تو را بر روی زمین جلال دادم. پس اکنون ای پدر، تو نیز مرا در حضور خویش جلال ده، به همان جلالی که پیش از آغاز جهان نزد تو داشتم.
مسیح در روزهای واپسین پیش از تصلیب، پدر، شخصی که (بر اساس کتاب مقدس) از جانب وی فرستاده شده‌است، را «خدا» می‌خواند:
چراکه پدر خودْ شما را دوست می‌دارد، زیرا شما مرا دوست داشته و ایمان آورده‌اید که از نزد خدا آمده‌ام. من از نزد پدر آمدم و به این جهان وارد شدم؛ و حال این جهان را ترک می‌گویم و نزد پدر می‌روم. یوحنا ۱۶: ۲۷–۲۸ همچنین یوحنا ۲۹:۶، یوحنا ۳۳:۹ و یوحنا ۳:۱۳
الوهیت پدر در دیگر سخنان مسیح نیز کاملاً مشهور بوده که یوحنا ۳۶:۱۰، یوحنا ۱۱:۴، یوحنا ۱۷:۲۰ و یوحنا ۸:۵۴ از جملهٔ آن‌ها می‌باشند.
نکتۀ مهم اینکه طبق آموزۀ مسیحیت، خداوند فاقد جنسیت است و نه "مرد/مذکر" است و نه "زن/مؤنث".

### الوهیت "پسر" در عهدجدید
در عهد جدید عیسی خود را به‌طور مستقیم خدا نخوانده با این حال مشخصات خدا از جمله یکی بودن با خدا، پیش موجودیت و بی‌زمانی مورد پرستش واقع شدن همچون خدا و تجلی خدا را بخود نسبت داده‌است. در فراز یوحنا ۲۰ تومای رسول مسیح را «خداوند و خدا» خوانده و عیسی در جواب به این سخن می‌گوید: «خوشابه‌حال آنان که نادیده، ایمان آورند» عیسی برخی صفات خدا در عهد عتیق که معمولاً گمان می‌شود تنها برای خداوند مقدور است را گاهی بخود نسبت می‌داد که از جملهٔ آنها، «من هستم» «داور» «اول و آخر» «بخشایندهٔ گناه» می‌باشند. اما حواریون و دیگر نویسندگان عهد جدید عیسی را به وضوح خدا (Theos) خوانده‌اند. وی را همذات با پدر، ازلی خالق فرشتگان واسطهٔ خلق جهان دانسته و او را همچون پدر عبادت می‌نمایند.
در فراز یوحنا باب ۱۰ آیات ۲۵ تا ۳۳ می‌خوانیم:
عیسی پاسخ داد: «من و پدر یکی هستیم». آنگاه بار دیگر یهودیان سنگ برداشتند تا او را سنگسار کنند. عیسی به ایشان گفت: «کارهای نیکِ بسیار از جانب پدر خود به شما نمایانده‌ام. به‌سبب کدامین یک از آن‌ها می‌خواهید سنگسارم کنید؟» پاسخ دادند: «به‌سبب کار نیک سنگسارت نمی‌کنیم، بلکه از آنرو که کفر می‌گویی، زیرا انسانی و خود را خدا می‌خوانی.»
یوحنای حواری در دیباچهٔ انجیل خود الوهیت مسیح، همذات بودن وی با پدر، تمایز با پدر و تجسم وی را این‌گونه شرح می‌دهد:
در ازل کلمه بود. کلمه با خدا بود و کلمه خود خدا بود،
از ازل کلمه با خدا بود. همه چیز به وسیلهٔ او هستی یافت و بدون او چیزی آفریده نشد. حیات از او به وجود آمد و آن حیات نور آدمیان بود. نور در تاریکی می‌تابد و تاریکی هرگز بر آن چیره نشده‌است. مردی به نام یحیی ظاهر شد که فرستادهٔ خدا بود. او آمد تا شاهد باشد و بر آن نور شهادت دهد تا به‌وسیلهٔ او همه ایمان بیاورند… پس کلمه انسان شد و در میان ما ساکن گردید. ما شکوه و جلالش را دیدیم - شکوه و جلالی شایستهٔ فرزند یگانهٔ پدر و پر از فیض و راستی. شهادت یحیی این بود که فریاد می‌زد و می‌گفت: «این همان شخصی است که در بارهٔ او گفتم که بعد از من می‌آید اما بر من برتری و تقدم دارد زیرا پیش از تولد من، او وجود داشت.» انجیل یوحنا باب ۱ آیات ۱–۷ و ۱۴–۱۵
آر. سی اسپرول(R. C. Sproul)، الهی دان مسیحی، در مورد یوحنا ۱:۱ با اشاره به [کلمه] (Logos) (یونانی: λογος) چنین می‌نویسد:
«در این آیهٔ چشمگیر، Logos هم از خدا متمایز شده [کلمه نزد خدا بود] و هم با او یکی انگاشته شده‌است [کلمه خدا بود]. این جمعِ اضداد تأثیر بسیاری بر شکل‌گیری آموزهٔ تثلیث داشت زیرا به موجب آن، Logos به عنوان دومین شخصِ تثلیث ظاهر می‌شود. کلمه به لحاظ شخص از پدر متمایز است، اما با او همذات می‌باشد.»
دکتر دانِیل بی. والاس استاد زبان یونانی، در مورد اهمیت ساختار فراز اینچنین توضیح می‌دهد: «ساختاری که انجیل نگار انتخاب کرده، موجزترین شکل ممکن بود برای بیان این اندیشه که «کلمه» خدا بود، اما متمایز از پدر.» بدین ترتیب تشخص کلام (اقنوم پسر-عیسی مسیح) متمایز از تشخص پدر اما همذات با وی می‌باشد.
ویلیام بیدِروُلف (W. Biederwolf) می‌نویسد:

 «کسی که بتواند عهد جدید را بخواند اما پی نبرد که عیسی ادعا می‌کند که شخصی برتر از یک انسان است، مانند کسی است که به هنگام ظهر به آسمان صاف نگاه کند و خورشید را نبیند.»

### الوهیت "روح‌القدس" در عهد جدید
طبق تعلیم کتاب مقدس، "روح‌القدس" یا همان "روح پاک" همان خداست، به این معنا که روح خدا، خود خداست. عیسی مسیح، هرگناهی، حتی گناه کفر به عیسی‌مسیح را قابل بخشش خواند، در حالی که کفر به روح‌القدس غیرقابل بخشش است. طبق تعلیم انجیل، روح‌القدس به پیروان عیسی‌مسیح خواهد آموخت، که در دفاع از خود و ایمان مسیحی خود چه بگویند. پطرس حواری، که ارشد حواریون و رسولان مسیح است، روح‌القدس را همان خدا می‌خواند. طبق تعلیم رسالۀ عبرانیان، خداوند/روح‌القدس می‌فرماید: "«قوانینم را در قلب‌هایشان قرار خواهم داد و بر ذهن‌هایشان خواهم نوشت»، سپس می‌افزاید: «گناهان و اعمال ناپسندشان را دیگر به یاد نخواهم آورد»" که نشان‌دهندۀ الوهیت روح‌القدس است که قوانین خود را بر قلب پیروان خدا می‌نویسد و گناهان ایشان را می‌بخشاید.  

## بررسی تحلیلی و تاریخی
مورخان عموماً توافق نظر دارند که کتاب مقدس هیچ جا آشکارا تثلیث را بیان نکرده‌است. ریچارد سویین‌برن (از جمله فیلسوفان معتقد به تثلیث) این مسئله را این‌گونه توضیح می‌دهد که اگر عیسی می‌خواست تثلیث را مشخصاً بیان کند به جز اندکی، بقیه منظور او را اشتباه می‌فهمیدند؛ بنابراین او تعلیماتی بر جای گذاشت که به صورت ضمنی تأییدکننده تثلیث باشند و مسیحیان بعدی بتوانند آن‌ها را به شکل منظم درآورند. بین مورخان توافق نظری در مورد اینکه آیا واقعاً تثلیث جزو تعلیمات کتاب مقدس هست وجود ندارد. مسیحیان کاتولیک و پروتستان و ارتودوکس، یکتاپرست هستند، امّا باور دارند خدا خود را در سه نمود/شخصیّت به انسان‌ها می‌شناساند (خدای پدر قائم بر کل جهان، خدای پسر تجلی باری تعالی در لباس انسان، روح القدس تجلی و وجود خدا در درون وجود و فکر انسان‌ ایمان‌دار). بخش اندکی از مسیحیان که تحت عنوان یونیترین شناخته می‌شوند به تثلیثِ خداوند باور ندارند، بلکه معتقدند خدا خود را با یک نِمود/شخص، به انسان‌ها آشکار می‌کند و تفسیر متفاوتی از «پدر، پسر، روح القدس» دارند. همچنین خوانش‌های متفاوتی در برخی نهضت‌های دگر اندیش مسیحی همچون یگانه‌انگاران پنطیکاستی موسوم به کلیسای بین‌المللی متحده پنطیکاستی (به انگلیسی: UPCI) و کلیساهای پیرو واعظ آمریکائی ویلیام ماریون برانهام و همچنین پیروان شاهدان یهوه و برخی دیگر، موجود است که اصطلاحاً سه‌گانه‌ناباور هستند و به تثلیث (به صورت عام یا تثلیث عددی) اعتقادی ندارند. در هر صورت تمام مسیحیان به کتاب عهدجدید باور دارند و به نحو متفاوتی آن را درک می‌کنند.  
نوشته‌های به دست رسیده از قدیمیترین الهیدانان مسیحیان نشان دهندهٔ تأکید زیاد آنان روی ذات خدایی عیسی می‌باشد. سؤالی که برای این الهیدانان پیش آمده بود و به موضوع مناظرات بین این الهیدانان تبدیل شده بود، این بود که چگونه امکان دارد هم عیسی خدا باشد، و هم خدا واحد باشد؟ راه حل‌های زیادی پیشنهاد شده و مورد بحث قرار گرفت که از بین آن‌ها اعتقاد بیان شده در ابتدای مقاله از سه‌گانه‌باوری بر بقیه غالب آمده‌است. در قرن دوم میلادی ترتولیان برای اولین بار از کلمه trinitas (شکل لاتین trinity)، استفاده کرده و ماهیت خدا را به‌شکل ذات واحدی که از سه شخص تشکیل شده توصیف کرد (اگر چه ترتولیان اولین کسی بود که از کلمه تثلیث استفاده کرد ولی الهیدانان دیگری مانند ایرنیوس هم توضیحات مشابهی ارائه کرده بود.). اریگن پس از او نیز تأکید بر واحد بودن خدای متعال (که خالق جهان است)، پسر (که رهایی‌بخش بشر بوده) که با خدا هم ازل بود و روح‌القدس (که تطهیرکننده بشر است) کرد. از جمله عقاید که مورد قبول واقع نشده این دید که عیسی از نظر مرتبه پایینتر و تحت فرمان خدای پدر می‌باشد، یا اینکه پدر، پسر و روح القدس تمایزی از هم نداشته و سه طرقی هستند که خدای واحد خود را افشا کرده، بودند. این‌گونه بحث‌ها تا قرن چهارم ادامه داشت تا اینکه اعتقاد به تثلیث به عنوان عقیده رسمی مسیحیان بیان و به تصویب رسید. بحث‌ها بر سر جزئیات تثلیث بین مسیحیان ادامه یافت.
یکی از موضوعات مورد اختلاف بین مسیحیان که منجر به انشقاق بزرگ کلیسای شرقی و غربی گردید اختلاف نظر در مورد ماهیت روح‌القدس بود. عقیده کلیسای شرقی این بود که روح‌القدس نشأت گرفته یا برخاسته از پدر از طریق پسر می‌باشد ولی کلیسای غربی معتقد بود که روح‌القدس برخاسته از پدر و پسر می‌باشد.

## تثلیث از دیدگاه سایر ادیان

### دیدگاه یهودیت
یهودیت به‌طور سنتی، به روایتی از توحید معتقد است که احتمال تثلیث را رد می‌کند. در یهودیت، خداوند وجودی مطلق، لایتجزا و یکتا است که علت نهایی همه موجودات است. دیدگاه دربارهٔ خدا به شکل ثنویت یا تثلیث بدعت آمیز است - حتی برخی آن را شرک می‌دانند.

### دیدگاه اسلام
اسلام عیسی مسیح را پیامبر می‌داند و نه خدا و خداوند را لایتجزا و غیرقابل دیدن می‌داند (توحید) چندین آیه در قرآن آموزه تثلیث را کفرآمیز می‌داند.
آنها که گفتند: «خداوند همان مسیح فرزند مریم است»، به یقین کافر شدند، (با این که خود) مسیح گفت: ای بنی اسرائیل! خداوند یگانه را، که پروردگار من و شماست، پرستش کنید زیرا هر کس شریکی برای خدا قرار دهد، خداوند بهشت را بر او حرام کرده‌است و جایگاه او دوزخ است و ستمکاران، یار و یاوری ندارند. ۷۳ آنها که گفتند: «خداوند، یکی از سه خداست» (نیز) به یقین کافر شدند؛ معبودی جز معبود یگانه نیست و اگر از آنچه می‌گویند دست برندارند، عذاب دردناکی به کافران آنها (که روی این عقیده ایستادگی کنند) خواهد رسید. ۷۴ ـ آیا به سوی خدا بازنمی‌گردند؟ و از او طلب آمرزش نمی‌کنند؟! (در حالی که) خداوند آمرزنده مهربان است. ۷۵ مسیح فرزند مریم، فقط فرستاده (خدا) بود؛ پیش از وی نیز، فرستادگان دیگری بودند. مادرش، زن بسیار راستگوئی بود. هر دو، غذا می‌خوردند؛ (با این حال، چگونه دعوی الوهیت مسیح و پرستش مریم را دارید؟ !) بنگر چگونه نشانه‌ها را برای آنها آشکار می‌سازیم! سپس بنگر چگونه از حق بازگردانده می‌شوند! (قرآن، مائده 72-75).
امروزه ترجمه‌های گوناگونی از این آیات توسط مفسران ارائه شده‌است.

قرآن هم تثلیث روح القدسی (پدر، پسر، روح‌القدس) و هم تثلیث مریمی (پدر، پسر، مادر) را رد کرده است.

#### در قرآن
سه گروه از آیات قرآن ممکن است مستقیماً به این آموزه اشاره داشته باشند، آیه ۱۷۱ سوره نساء، آیات ۷۲ تا ۷۵ سوره مائده و آیات ۱۱۶ تا ۱۱۸ سوره مائده.
- ای اهل کتاب، در دین خود اندازه نگه دارید، و دربارهٔ خدا جز به راستی سخن نگویید؛ در حق مسیح عیسی بن مریم جز این نشاید گفت که او رسول خداست و کلمه الهی است که به مریم فرستاده و روحی از عالم الوهیت است؛ پس به خدا و همه فرستادگانش ایمان آورید و به سه‌گانگی[۹۶] قائل نشوید، از این گفتار شرک بازایستید که برای شما بهتر است، جز خدای یکتا خدایی نیست و منزّه و برتر از آن است که او را فرزندی باشد، هر چه در آسمان و زمین است همه ملک او است و خدا تنها به نگهبانی (همه موجودات) کافی است. (نساء، آیه ۱۷۱)[۹۷]
- کسانی که گفتند: «خدا همان مسیح پسر مریم است»، قطعاً کافر شده‌اند، و حال آنکه مسیح، می‌گفت: «ای فرزندان اسرائیل، پروردگار من و پروردگار خودتان را بپرستید؛ که هر کس به خدا شرک آورد، قطعاً خدا بهشت را بر او حرام ساخته و جایگاهش آتش است، و برای ستمکاران یاورانی نیست.» البته آنان که گفتند خدا یکی از سه (عنصر تشکیل دهنده خدا) است[۹۸] کافر گردیدند، و حال آنکه جز خدای یگانه خدایی نیست. و اگر از این گفتار زبان نبندند البته آن کافران را عذابی دردناک خواهد رسید. آیا نبایستی به سوی خدا بازگشته و توبه کنند و از او طلب آمرزش نمایند؟ حال آنکه خدا بخشنده و مهربان است. مسیح فرزند مریم، فقط فرستاده (خدا) بود؛ پیش از وی نیز، فرستادگان دیگری بودند، مادرش، زن بسیار راستگویی بود؛ هر دو، غذا می‌خوردند؛ (با این حال، چگونه دعوی الوهیّت مسیح و پرستش مریم را دارید؟!) بنگر چگونه نشانه را برای آنها آشکار می‌سازیم! سپس بنگر چگونه از حق بازگردانده می‌شوند! (مائده، آیات ۷۲ تا ۷۵)[۹۹]
- و آنگاه که خداوند به عیسی بن مریم می‌گوید: «آیا تو به مردم گفتی که من و مادرم را بعنوان دو معبود غیر از خدا انتخاب کنید؟!»، او می‌گوید: «منزهی تو! من حق ندارم آنچه را که شایسته من نیست، بگویم! اگر چنین سخنی را گفته باشم، تو می‌دانی! تو از آنچه در روح و جان من است، آگاهی؛ و من از آنچه در ذات (پاک) توست، آگاه نیستم! به یقین تو از تمام اسرار و پنهانیها باخبری. من، جز آنچه مرا به آن فرمان دادی، چیزی به آنها نگفتم؛ (به آنها گفتم:) خداوندی را بپرستید که پروردگار من و پروردگار شماست! و تا زمانی که در میان آنها بودم، مراقب و گواهشان بودم؛ ولی هنگامی که مرا از میانشان برگرفتی، تو خود مراقب آنها بودی؛ و تو بر هر چیز، گواهی! اگر آنان را عذاب کنی باز (خدایا) همه بندگان تو هستند، و اگر از گناه آنها درگذری باز توانا و درست کرداری». (مائده، آیات ۱۱۶ تا ۱۱۸)[۱۰۰]
- یهود گفتند: «عزیر پسر خداست!» و نصاری گفتند: «مسیح پسر خداست!» این سخنی است که با زبان خود می‌گویند، که همانند گفتار کافران پیشین است؛ خدا آنان را بکشد، چگونه از حق انحراف می‌یابند؟! (۳۰ توبه)

علاوه بر این، آیات ۸۸ تا ۹۳ سوره مریم، آیه ۹۱ سوره مؤمنون و آیات ۱ تا ۴ سوره اخلاص و غیره مربوط به آموزه تثلیث است:
- و گفتند: «خداوند رحمان فرزندی برای خود برگزیده است». راستی مطلب زشت و زننده ای گفتید! نزدیک است به خاطر این سخن آسمان‌ها از هم متلاشی گردد، و زمین شکافته شود، و کوه‌ها به شدت فرو ریزد؛ از این رو که برای خداوند رحمان فرزندی قائل شدند! در حالی که هرگز برای خداوند رحمان سزاوار نیست که فرزندی برگزیند! تمام کسانی که در آسمان‌ها و زمین هستند، بنده اویند! خداوند همه آنها را احصا کرده، و به دقت شمرده‌است! و همگی روز رستاخیز، تک و تنها نزد او حاضر می‌شوند! (مریم، آیات ۸۸ تا ۹۳)[۱۰۱]
- خدا هرگز فرزندی برای خود انتخاب نکرده؛ و معبود دیگری با او نیست؛ که اگر چنین می‌شد، هر یک از خدایان مخلوقات خود را تدبیر و اداره می‌کردند و بعضی بر بعضی دیگر برتری می‌جستند؛ منزه است خدا از آنچه آنان توصیف می‌کنند! (مؤمنون، آیه ۹۱)[۱۰۲]
- بگو: خداوند، یکتا و یگانه است. خداوندی است که همه نیازمندان قصد او می‌کنند. (هرگز) نزاد، و زاده نشد. و برای او هیچ‌گاه شبیه و مانندی نبوده‌است! (اخلاص، آیات ۱ تا ۴)[۱۰۳]
- گروهی گفتند: خدا دارای فرزند است. او پاک و منزه از آن است، بلکه هر چه در آسمانها و زمین است ملک اوست و همه فرمانبردار اویند. (۱۱۶ بقره)